# رايموند لامبرت
رايموند لامبرت هو متسلق جبال سويسري، ولد في 18 فبراير 1914 في جنيف في سويسرا، وتوفي بنفس المكان في 24 فبراير 1997.